# Pistolet Walther PPS
Walther PPS (niem. Polizeipistole Schmal, ang. Police Pistole Slim) – niemiecki pistolet samopowtarzalny przeznaczony do skrytego przenoszenia i samoobrony. Nazwa pistoletu ma nawiązywać do pistoletu Walther PPK.
Pierwsza publiczna prezentacja pistoletu PPS miała miejsce podczas targów IWA & Outdoor Classics 2007 odbywających się Norymberdze. Kształtem PPS nawiązuje do Walthera P99, a dzięki zastosowaniu jednorzędowego magazynka i skróceniu lufy uzyskano pistolet który przy wymiarach zbliżonych do PPK kalibru 7,65 mm Browning strzela mocniejszymi nabojami 9 mm Parabellum lub .40 S&W. Do broni produkowane są magazynki o pojemności 6, 7 i 8 naboi. Najmniejszy nie wystaje z chwytu, większe są dłuższe i wyposażone w kopytka poprawiające chwyt broni.
Walther PPS nie ma żadnych bezpieczników zewnętrznych, przed strzałami przypadkowymi chroni mechanizm spustowy QuickSafe (opracowana przez Walthera odmiana mechanizmu spustowego z wyłącznym częściowym samonapinaniem).
Pistolet jest licencyjnie produkowany przez Fabrykę Broni Łucznik w Radomiu.